# PotPlayer
PotPlayerはマルチメディアプレイヤー。韓国ほかで開発が続けられている。スポンサーはDaumであり、公式サイトが存在する。

## 概略
The KMPlayerがPandoraに買収されて更新が滞ったことから、その後継を目指して開発されたマルチメディアプレイヤー。操作感はThe KMPlayerとほとんど変わらない。改良が加えられて高速動作することになっているが、Betaチャンネルの微更新は質の落差が大きい。ビデオ、オーディオ再生の他に TV チャンネルの視聴、ブロードキャスト放送の閲覧/録音/録画、チャット機能、ビデオキャプチャほかがある。韓国でのみ利用可能であり、韓国語版オンリーの機能が複数存在する。
多言語展開用のexeとして、PotPlayerMiniで起動できるようになっている。このため、韓国語を解しない人々は、ほぼすべてこのexeで起動している。
なお、このプレイヤーもGOM Playerと同じく開発者の母語による食い違いが生じ、現在は「中国語版（簡体字）」、「中国語版（繁体字）」、複数の「ロシア語版」、「ポーランド語版」、「韓国語版」、「英語版」、ブルガリア語版、Mini版の8つが存在する。英語版のBetaチャンネルはStableチャンネルを先にダウンロードしないと更新できないが、中国語版とロシア語版は、Betaチャンネルのみで起動できるように設計されている。ロシア語版は最も利用者の便が考えられており、ポータブル版まで存在する。
ロシア語版は開発環境によって、別個の装飾が施されており、どれが公式のロシア語版ということはまったくない。

## 動作
ほとんど全てのコーデックが最初から内蔵されている。当初スキンは10種以上があらかじめインストールされていたが、今は5種ほどに絞られている。The KMPlayerと同様にデフォルトで音量の正規化が行われているので、チェックを外すほうが耳に優しい。The KMPlayerでは「仕様」とまでいいきられた時刻表示のミスは、改善されている。
2013年3月現在は、BlackSpaceとBlackBoxを正式なスキンにするべく準備が続けられている。

## バグ
ベータ版は、若干の不具合が発生する場合があるので注意。